# Jef Van Hoof
Jef Van Hoof (oprindelig Josephus Bonifacius Emilius Michaël Van Hoof) (født 8. maj 1886 Antwerpen, Belgien, død 24. april 1959)
var en belgisk komponist og dirigent.
Van Hoof blev undervist af Paul Gilson og var inspireret af Peter Benoit.
Han har skrevet 6 symfonier, orkesterværker, sange, kammermusik og soloværker for orgel, klaver og kor.

## Udvalgte værker
- Symfoni nr. 1 (1938) - for orkester
- Symfoni nr. 2 (1941) - for orkester
- Symfoni nr. 3 (1944-1945) - for orkester
- Symfoni nr. 4 (1950) - for orkester
- Symfoni nr. 5 (1954) - for orkester
- Symfoni nr. 6 "Den ufuldendte" (1959) - for orkester
- Sinfonietta "For en køber" (1932) - for messingblæsere og slagtøj
- Violinkoncert (1956) - for violin og orkester